# 桃井なつみ
桃井 なつみ（ももい なつみ、6月9日 - ）は、日本の元AV女優。プロフィールが1974年生まれと1980年生まれとするものがある。旧名は、沢口るな、沢口ルナ、沢口瑠奈。

## 略歴
1999年にAVデビュー。現在は引退している。

## 出演作品

### アダルトビデオ・アダルトDVD
沢口るな・沢口ルナ・沢口瑠奈 名義
1999年
- えっちな従姉妹のお姉さん 2（8月31日、ホットエンターテイメント）
- OL○本事情 3（8月31日、ホットエンターテイメント）他出演:工藤いずみ、小宮純
- おしゃく 沢口るな（11月17日、ホットエンターテイメント）
- 艶 12 沢口るな（12月18日、グローリークエスト）

2000年
- 貴婦人画報別冊・シロガネーゼ（1月15日、マスカット）共演:七海レミ、宗政貴美
- 露出デート 01 沢口るな（2月21日、アトリエ&K）
- 眼鏡の女3（12月1日、アロマ企画）他出演:屋敷真夜、大石恵美
- マリリンアカデミー　AV適性テスト編（桃太郎映像出版）他出演:屋敷真夜、木本鈴華

2001年
- 緊迫デート 13 沢口るな編　part2（1月1日、ラハイナ東海）
- 女性に犯されたい願望　金縛りにあった男（12月1日、アロマ企画）他出演:屋敷真夜
- WORKING GIRL 働くカリスマOLはHの数で価値が決まる！！ 沢口瑠奈（ZIPZAP）

2003年
- COMPLETE OF フェラチオ（10月8日、ラハイナ東海）他出演:石原萌子、石川美里、中沢るり、秋本レナ、愛川香織、中原美鈴、尾崎瞳、三井エリ、氷咲沙弥

2004年
- 休日出勤（営業二課）二十二歳 沢口るな（7月16日、みけねこ（チャンネルヴィ））

2005年
- エッチないとこスペシャル200分（9月25日、サイドビー）他出演:新山理沙、安西千里、藤原みなみ

桃井なつみ 名義
2001年
- OPEN AND PEACE 「ノンフィクションおんなのこ」（11月1日、MOODYZ）他出演:田代ちえ、和見あい
- 黒棒狩り W痴女黒人狩り（12月23日、empha-size black）共演:上原朋美

2002年
- ADULT VIDEO TIGER（2月8日、オブテイン・フューチャー）
- 初めてのDeep kiss 番外編 接吻コンテストVOL.2（2月20日、SODクリエイト）共演:深田美奈子、水野礼子、雪野あいか、飯田れな、望月舞、矢吹ルミ
- もしもこんな女医がいたら…（10月8日、アイデアポケット）他出演:広瀬奈央美、桃香、桜くみ、武藤さき
- 女ハ男ヲ目デ犯ス。 DELUX「オフィスが痴女だらけで大変だぁ!!」編（12月6日、ワープエンタテインメント）共演:西村あみ、臼井利奈、安西ゆみこ、安藤恵理香、一色志乃、澤田まゆみ、飯塚マナ
- 素人[出会い系]日記 ナンパ&メル友&チャットフレンド（12月6日、メディアバンク）他出演:愛葉亜希、寺島小春、小泉ゆり、上戸夏、深沢芹香、萩原さやか、平良ゆう、片桐真冬、青木優子

2003年
- チンポを見たがる女たち 1 学校編（1月1日、MOODYZ）共演:西村あみ、松雪あや、中谷実花、高木優奈、森乃ひよこ
- もーっと桃井なつみ（1月8日、北都）
- CLUB＊VENUS 11（3月19日、ドリームチケット）他出演:武藤さき
- Stylish Venus（3月30日、メディアステーション）共演:愛田るか、西村あみ
- R＊Queen 02（4月16日、ドリームチケット）他出演:七海りあ、蘭望実
- 女スパイXXX（4月18日、GLAY'z）他出演:三上翔子、北原翔子
- NAKED EYES（4月18日、シャイ企画）共演:山口玲子、音羽ゆり
- 舐める!（2003年5月10日、ワンズファクトリー）
- 姉さんガマンできない <THE LIVE 7>（5月21日、シャイ企画）他出演:倖田李梨、青野春奈
- チンポを見たがる女たち 5 修学旅行編（6月1日、MOODYZ）共演:月咲舞、大城ありす、高梨京香、森乃ひよこ 他
- 変態先生（6月6日、タカラ映像）
- ブルセラデジハメ（6月9日、帝国映像）他出演:菊池麗子、吉野理沙
- 即尺クリニック 5（6月13日、クリスタル映像）他出演:柏木ありさ、藤乃弥生、桜月舞、朝霧優
- 清純ナースの秘密診療ファイル（6月13日、メディアステーション）他出演:加山由衣、三上翔子、望月るあ、春野さくら、飯塚マナ
- 痴レズ（8月16日、DASH（ハンドメイドビジョン））…共演:西村あみ
- 完熟 ミセスバーチャオナ 61（10月3日、アルファーインターナショナル）
- 大放出（11月13日、マルクス兄弟）
- マンション 〜ガマンできないEカップ変態夫人〜（11月24日、ワープエンタテインメント）

2004年
- サムイヨル、アツイカラダ…（1月25日、クロスワールド）
- NERVOUS-VENUS 3（2月29日、クロスワールド）他出演:西村あみ、森乃ひよこ、北川要子
- 禁断 猥褻妻の性 超淫乱（3月27日、タカラ映像）
- 超美形スーパー淫乱お姉さんとヤリまくる！（4月30日、クロスワールド）
- おまかせ即尺クリニック2（6月18日、クリスタル映像）他出演:柏木ありさ、藤乃弥生、中野千夏、早瀬まなみ、桜月舞、朝霧優、浜田凛、塚本理佐、里美かのん、岬レイナ
- 監禁 TAXI（6月20日、TMA）他出演:長谷川ゆい、広瀬奈央美
- 痴女（8月19日、Tコンテンツ）他出演:今井祐香
- 痴女☆粘液系（9月10日、ドグマ）
- 溜池ゴローのお姉様ファイル6 桃井なつみ29歳（9月10日、溜池ゴロー）
- 旦那の目の前で…（9月22日、ドグマ）

2005年
- 痴女チジョ なんでだろう〜（2月9日、KMP）他出演:臼井利奈、愛原莉央
- 出来る限りのNOモザイクNO隠し（3月25日、ホットエンターテイメント）他出演:夏樹亜矢、菊池麗子、浅見伽揶、松葉まどか
- ザ・ボイン（4月22日、ジャネス）他出演:七海りあ、ゆうきりり
- 変態先生（8月4日、タカラ映像）
- Ecsta Sex!! 女教師たちの淫らな愛液（9月23日、God）他出演:藤森エレナ、片瀬梨音、ゆうきりり、中野千夏
- 発情痴女教師（10月28日、デジタルバンク）他出演:すぎはら美里、ゆりあ、ゆうきりり、中野千夏、水城梓

2006年
- NAKED EYES（1月15日、シャイ企画）他出演:山口玲子、音羽ゆり
- 肉獄近親相姦VIII 家族で凌辱 美熟女姉妹（1月21日、ルビー）共演:桃井冬美、瀬戸恵子
- フェラチオベスト（3月9日、アイデアポケット）
- ネット売買作品 桃井なつみ（9月25日、ホッサン）

2007年
- 高級美熟女30人8時間 SUPER BEST（1月27日、フラットコーポレーション）他多数出演
- 僕のお母さん禁断相関図（11月1日、ワンズファクトリー）他多数出演
- Club*Venus 11（11月6日、ドリームチケット）他出演:武藤さき

2008年
- 100％まるごと熟女　4時間（1月24日、 HYPER240 ）他多数出演

2009年
- エクストラミセスバーチャ Vol.13（6月24日、アルファーインターナショナル）

2010年
- 25人の欲求不満のドスケベなオンナが手淫やオナニーで本気汁を流して悶絶しまくる4時間EYES（1月1日、ワンズファクトリー）他出演:桃井望、林かれん、ささきふう香、工藤さき、楠真由美、安永亜紀、川奈まり子、高原沙恵、友田真希、秋元恵、鏡麗子、萩原さやか、近藤れいな、稲森あずさ、堤さやか、麻生れいな、岡野美憂、吉野麻美、竹内優美子、北川弓香、美麗、風間ゆみ、風間恭子、姫島レイ
- 痴女 PARADISE BEST 4時間（3月25日、ビッグモーカル）他出演:紅音ほたる、三井エリ、デヴィ、あずま樹、中野ともか、松坂樹梨、川上ゆう、朝河蘭、三浦萌、諸星茜、RIRICO、上原留華、すぎはら美里、水沢風花、酒井るんな

2011年
- ドグマ10周年 熟女全集（7月19日、ドグマ）他多数出演

2012年
- 厳選！！美熟女12人4時間総集編 2（10月1日、プラネットプラス）他出演:多々野昌稀、野宮凛子、花咲まゆみ、桜田由加里、小池絵美子、矢吹涼子、北村静香、杉本まりえ 他

2013年
- 猥褻クライマックスダイジェスト 20人の爆乳レズ牝 ’06（10月18日、アヴァ（映天））他出演:片瀬梨子、加藤由香、愛原瑠華、秋山麗子、水島早苗、名波由佳、笠原麻里、水野礼子、山口玲子、水月カノン、三上ゆりな、夢野まりあ、早乙女美佐、愛咲ゆう、西村あみ、古河由摩、岩崎美穂、滝口もも、菊川あずみ

2014年
- 母と息子の近親相姦 88人のママ12時間（4月25日、MARX2）他多数出演
- TOHJIRO全集　vol.2 ［陵辱・レイプ］（12月19日、ドグマ）他多数出演

2017年
- 不埒でスケベな不倫熟女ベスト（7月19日、ドグマ）他出演:桃瀬ゆり、金子リオ、早川なお、町村小夜子、葵紫穂、北谷静香、瞳れい、篠田あゆみ、朝倉ことみ、佐伯かのん、間宮いずみ、新谷彩夏、新尾きり子、結城みさ、牧原れい子、艶堂しほり、吹石れな、風間ゆみ、翔田千里、川上ゆう、川島めぐみ
- ドグマヒストリー2 ～ディレクターズメーカー『Dogma』・2年目の飛躍～（11月19日、ドグマ）他多数出演

2018年
- ドグマヒストリー3 ～王道～マニアックまで、ジャンル問わずに強烈作品連発!!～（1月19日、ドグマ）他多数出演